# Virtuális címtárak
A számítástechnikában a virtuális címtár vagy virtuális címtárszerver egy szoftver réteg, amely hozzáférési pontként szolgál az Identity management alkalmazásoknak és szolgáltatásplatformoknak. A virtuális címtár egy nagyteljesítményű és könnyű absztrakciós szintként működik a kliens alkalmazás és a különböző identitás adattárak között, mint a szabadalmaztatott és általános címtárak, adatbázisok, web alapú szolgáltatások és alkalmazások.
A virtuális címtárak lekérdezéseket fogadnak, majd átirányítják azokat a megfelelő adatforráshoz, mindezt az adatok absztraktálásával és virtualizálásával. A virtuális címtár egyesíti az identitás adatokat több heterogén adatforrásból, úgy mutatva be ezeket, mintha egy forrásból származnának. Ez a tulajdonsága ideálissá teszi a virtuális címtár technológiát az osztott környezetben tárolt adatok összesítésére.
2011-től kezdve a virtuális címtárszerverek által legelterjedtebben használt technológia a LDAP protokoll, de a kifinomultabb rendszerek az SQL, a DSML és az SPML technológiákat is támogatják.

## A virtuális címtárak képességei
A virtuális címtáraknak a következő képességeik lehetnek:
- Összesíti az identitás adatokat a forrásokból egy egyszerű hozzáférési pont létrehozásához.
- Magas szintű hozzáférés kialakítása a hitelesítő adattárházakhoz.
- Identitás tűzfalként funkcionál, megakadályozva a DoS (denial-of-service) támadásokat az elsődleges adattárakon egy virtuális réteg közbeiktatásával.
- Támogat egy általános kereshető névtartományt a központosított hitelesítéshez.
- Bemutat egy egységesített virtuális nézetet, a több platformon tárolt felhasználói információkról.
- Átruházza a hitelesítést a háttér forrásokra forrás specifikus biztonsági eszközökön keresztül.
- Virtualizálja az adatforrásokat, hogy támogassa az adatmozgatást a hagyományos rendszerekről, a rájuk épülő alkalmazások módosítása nélkül.
- Több adattárból lehívott jellemzőkkel gyarapítják az identitásokat, a felhasználói bejegyzések közötti kapcsolat alapján.

A fejlettebb identitás virtualizációs platformok képesek a következőkre:
- Engedélyezi az alkalmazás-specifikus, személyre szabott identitás adat nézeteket a belső és a külső szabályozások megszegése nélkül. Felfedi a szövegösszefüggésbeli kapcsolatokat az objektumok között a hierarchikus címtárstruktúrán keresztül.
- Haladó összefüggések kifejlesztése a különböző forrásokon keresztül, a korrelációs szabályokat használva.
- Globális felhasználói identitás felépítése az összefüggő egyedi felhasználói fiókok alapján, különböző adattárakon keresztül.
- Engedélyezi az állandó adatfrissítést, a valós időben történő frissítésekhez, a folyamatos gyorsítótárakon keresztül.

## A virtuális címtár előnyei
- Lehetővé teszi a gyorsabb bevezetést, mert a felhasználóknak nem kell hozzáadni és szinkronizálni további alkalmazásspecifikus adatforrásokat.
- Kihasználja a meglévő identitás infrastruktúrát és biztonsági befektetéseket az új szolgáltatások bevezetésénél.
- Az adatforrások magas rendelkezésre állását biztosítja.
- Alkalmazásspecifikus nézeteket biztosít az identitás adatoknak, amelyekkel elkerülhető a mester vállalati séma fejlesztésének a szükségessége.
- Engedélyezi az identitás adatok egyszerű nézetét a belső és külső szabályozások megsértése nélkül.
- Identitás tűzfalként funkcionál, megakadályozva a DoS (denial-of-service) támadásokat az elsődleges adattárakon és további biztonságot biztosít az érzékeny adatok hozzáférésénél.
- Valós időben visszatükrözi a hiteles forrásokon történt változásokat.
- Egységesített virtuális nézetet kínál a több rendszerben tárolt felhasználói információkról, mintha azok egy rendszerben volnának.

## Hátrányok
A legnagyobb hátrány a „push & pull” technológiákról kialakult közvélemény, ami az általános osztályozása a virtuális címtáraknak a bevezetésük természete szerint. 
A virtuális címtárak a „push” technológiákra alapozva lettek tervezve és bevezetve, ami megsérti a magánéleti törvényeket az USA-ban.

## Terminológia
- Egységesített metaadatok – séma kivonatok a lokális adatforrásból, általános formába helyezve, összekötve ugyanazokat az identitásokat a különböző adattárakból.
- Névtartomány összekapcsolás – egy nagy címtárat készít több címtár összekötésével névtartományi szinten. Például ha az egyik címtár névtartománya a „ou=internal,dc=domain,dc=com“ a másik címtár névtartománya „ou=external,dc=domain,dc=com” akkor készít egy virtuális címtárat mindkét névtartományból.
- Identitás összekapcsolás – az identitásokat több adattárból származó jellemzőkkel gyarapítja, a felhasználói bejegyzések közötti kapcsolatok alapján. Például ha a joeuser nevű felhasználó jelen van egy címtárban, mint "cn=joeuser,ou=users"  és egy adatbázisban szintén, mint "joeuser", akkor a "joeuser" identitás mindkét adatforrásból származó adatokból lesz létrehozva.
- Adat újrafeltérképezés – az adatok átfordítása a virtuális címtáron belül.
- Lekérdezés átirányítás -  A lekérdezések egy bizonyos kritérium alapján irányítja át, mint például az adatbázisba írás a master szerverre irányul, az olvasási kérések pedig a replikákra.
- Identitás átirányítás -  A lekérdezések egy bizonyos kritérium alapján irányítja át.
- Hitelesített forrás – a virtuális adattárház, mint például egy címtár vagy adatbázis, amiben a virtuális címtár megbízik.
- Szervercsoportok – Csoportosítja a szervereket, amelyek ugyanazokat az adatokat tartalmazzák, illetve hasonló funkcióik vannak. Ennek tipikus megvalósítása a multi-master és a multi-replica környezet, ahol a replikák dolgozzák fel az olvasási lekéréseket (ezek egy szervercsoportba tartoznak), amíg a master szerverek az írási lekéréseket dolgozzák fel (ezek is egy másik szervercsoportba tartoznak), tehát a szerverek a külső beavatkozások alapján csoportosulnak annak ellenére, hogy ugyanazokat az adatokat tartalmazzák.

## Virtuális címtár használati esetek
- Több névtartomány egyesítése egy központi vállalati címtár elkészítése érdekében.
- Támogatja az infrastruktúra integrációt a vállalati egybeolvadások és akvizíciók után.
- Az identitás tárak központosítása az infrastruktúrán belül, ezzel az identitás információk elérhetővé válnak az alkalmazásoknak különféle protokollokon keresztül (LDAP, JDBC és a webszolgáltatások).
- Egyszerű hozzáférési pont készítése a Web Access Managementnek (WAM).
- Lehetővé teszi az egyszeri bejelentkezést (single sign-on) különböző forrásokon és tartományokon keresztül.
- Támogatja a szerep alapú kifinomult azonosítási irányelveket.
- Lehetővé teszi az azonosítást különféle biztonságú tartományokon keresztül, a tartomány saját specifikus ellenőrző folyamatait használva.
- Növeli a biztonságos hozzáférést az információkhoz a tűzfalon kívül és belül.

## Fordítás
Ez a szócikk részben vagy egészben  a   Virtual directory című angol Wikipédia-szócikk fordításán alapul.  Az eredeti cikk szerkesztőit annak laptörténete sorolja fel. Ez a jelzés csupán a megfogalmazás eredetét és a szerzői jogokat jelzi, nem szolgál a cikkben szereplő információk forrásmegjelöléseként.